# Helmut Röhrig
Helmut Röhrig (* 14. Dezember 1944 in Leverkusen) ist ein ehemaliger deutscher Fußballspieler.

## Karriere
Von 1964 bis 1972 absolvierte Helmut Röhrig bei Bayer 04 Leverkusen in der damals zweitklassigen Fußball-Regionalliga West 215 Spiele und erzielte dabei 16 Tore. Sportlicher Höhepunkt war dabei der Gewinn der Meisterschaft in der Serie 1967/68 vor den Konkurrenten Rot-Weiss Essen und Rot-Weiß Oberhausen. In der Aufstiegsrunde belegte er mit Leverkusen hinter Aufsteiger Kickers Offenbach den zweiten Platz.
Zur Saison 1972/73 wechselte Röhrig zum damaligen Regionalligisten VfR Heilbronn in die Fußball-Regionalliga Süd, mit dem er in seiner ersten Saison den sechsten Platz belegte. Nach einer weiteren Spielzeit qualifizierte er sich mit Heilbronn für die neu geschaffene 2. Bundesliga Süd. Röhrig war in dieser Saison Kapitän der Rasenspieler. Aufgrund einer Meniskusverletzung fiel er lange Zeit aus und musste größtenteils von außen mit ansehen, wie seine Mannschaft den Klassenerhalt verpasste.
Nach dem verpassten Wiederaufstieg wechselte er 1976 zum SV Neckargerach, bevor er bei der SpVgg Frankenbach seine Karriere beendete.
Später war er Trainer beim SV Neckargerach, dem VfR Heilbronn, der Spvgg Frankenbach, der SG Bad Wimpfen sowie Union Böckingen.